# Torsten Örn
Carl Torsten Wilhelm Örn, född 27 mars 1933 i Engelbrekts församling i Stockholm, död 24 september 2007 i Östra Torns församling i Skåne län, var en svensk diplomat.

## Tidig diplomatkarriär
Örn avlade examina som filosofie kandidat och politices magister vid Uppsala universitet 1956. Han var attaché vid Utrikesdepartementet (UD) 1956–1958 samt tjänstgjorde 1958–1960 vid ambassaden i Rom och 1960–1962 vid ambassaden i New Delhi. Åren 1962–1966 var han förste sekreterare vid UD, varpå han var förste sekreterare vid FN-representationen i New York 1966–1970. Han var kansliråd vid UD 1970–1974 och minister vid ambassaden i Moskva 1974–1978. Han var chargé d’affaires vid ambassaden i New Delhi 1978–1979.

## Ambassadör
Örn var ambassadör i Tel Aviv (med sidoackreditering i Nicosia) 1979–1983 och i Moskva (med sidoackreditering i Ulan Bator) 1983–1986. Åren 1987–1990 var han chef för Politiska avdelningen vid UD. Han var därefter ambassadör i Bonn 1990–1994, vid Heliga stolen 1994–1996 (med sidoackreditering i San Marino) och i Rom 1996–1998 (med sidoackreditering i Tirana).
Erik Rossander skrev i sin nekrolog över honom: ”Många inom och utom utrikesförvaltningen minns Torsten Örn inte bara som en erfaren och skicklig diplomat utan också som en vänfast kollega och uppmärksam samarbetspartner. Han blev ett föredöme för många yngre kolleger och i flera fall också en inspirerande mentor.”

## Övrig verksamhet
Han var ledamot av Svenska Unescorådet 1970–1974, styrelseordförande i Svenska teologiska institutet i Jerusalem 1979–1983, ordförande i UD:s antagningsnämnd 1983–1987, ledamot av OSSE-domstolen i Genève från 1995, konsult åt Sydsvenska industri- och handelskammaren från 1998, ordförande i svenska kommittén av Pro Venezia (som bidrar till att bevara och restaurera konstskatter i Venedig) 1999–2005 och chef för OSSE:s verksamhet i Lettland från 2000.
Torsten Örn utsågs till Senior Associate Member av Saint Antony's College i Oxford 1979. År 1983 invaldes han som ledamot av Kungliga Krigsvetenskapsakademien.
Örn var en flitig skribent inom ämnena diplomati och internationell politik. Han medverkade bland annat med artiklar i Svenska Dagbladet och Kungl. Krigsvetenskapsakademiens handlingar och tidskrift. Han författade även några böcker och därtill en rad småskrifter, bland annat i serien Utrikespolitiska Institutets skriftserie Världspolitikens dagsfrågor.
Torsten Örn är begravd på Östra kyrkogården i Karlstad.

## Utmärkelser
- Storkors av Italienska republikens förtjänstorden, 5 maj 1998.[5]